# 吳德操
吳德操（？—1640年代），字鑑在，南直隸安慶府桐城縣人，明朝、南明政治人物。

## 生平
吳德操是諸生出身，授長汀縣知縣，陞兵部職方司主事、大理寺丞。永曆年間，他和兵部職方司主事陳夢甲跟隨何騰蛟保全桂林，調河南道監察御史。劉承胤劫駕到奉天，劉湘客與他上疏請還居桂林。後來吳德操巡按廣西，兼督學政。陳邦傅自稱「世守」，向屬吏下令時用紅筆批文，他鞭打持檄人，並馳疏報告永曆帝，惟被要求不要再追究。桂林失陷，他被擒獲，不肯當官，拿出袋中所有東西後得釋放，不久去世。

## 引用
1. 1 2  錢海岳《南明史·卷六十二·列傳第三十八》：吳德操，字鑑在，桐城人。諸生。授長汀知縣，遷職方主事，轉大理丞。永曆時，與職方主事陳夢甲從何騰蛟全桂林，調河南道御史。劉承胤劫駕幸奉天，與劉湘客疏請還蹕桂林。
2. ↑  錢海岳《南明史·卷六十二·列傳第三十八》：已巡按廣西，兼督學政。陳邦傅自稱「世守」，下檄朱判如屬吏，德操笞持檄者，馳疏奉聞，上釋勿問。桂林陷，被執不受官，盡其橐中裝以免。卒。